# سيلفيان أندريه
سيلفيان أندريه (بالفرنسية: Sylvain André)‏ هو دراج فرنسي، ولد في 14 أكتوبر 1992 في Cavaillon ‏ في فرنسا.

## روابط خارجية
- سيلفيان أندريه على موقع نتائج كأس العالم لسباقات دراجات (بي.أم.إكس) (الإنجليزية)
- سيلفيان أندريه على موقع اللجنة الأولمبية الدولية (الإنجليزية)
- سيلفيان أندريه على موقع أوليمبيديا (الإنجليزية)
- سيلفيان أندريه على موقع اللجنة الأولمبية الفرنسية (مؤرشف) (الفرنسية)